# Cargo Dragon C211
Cargo Dragon C211 – bezzałogowy statek kosmiczny z serii Cargo Dragon służący do zaopatrywania Międzynarodowej Stacji Kosmicznej w ramach programu Commercial Resupply Services finansowanego przez NASA. Jego pierwszy lot odbył się 3 czerwca 2021 roku w ramach misji SpaceX CRS-26.

## Wykaz lotów
| Misja  | Data startu    | Data powrotu     | Czas trwania | Wynik  |
| ------ | -------------- | ---------------- | ------------ | ------ |
| CRS-26 | 3 czerwca 2021 | 11 stycznia 2023 | 45 dni       | Sukces |
| CRS-29 | 21 marca 2024  | 22 grudnia 2023  | 42 dni       | Sukces |